# Giovanni Cerri (grecista)
Giovanni Cerri (Roma, 1º ottobre 1940 – Roma, 5 settembre 2021) è stato un filologo classico, grecista e traduttore italiano.

## Biografia
Allievo di Bruno Gentili all'Università di Urbino, fu docente e preside di Facoltà all'Università degli Studi di Napoli "L'Orientale"; insegnò successivamente all’Università degli Studi Roma Tre. 
Nel 2015 ricevette dal Comune di Ascea la cittadinanza onoraria di Elea-Velia . Le sue traduzioni dell'Iliade (vincitrice del Premio Monselice) e del Poema sulla natura di Parmenide, che hanno visto la luce rispettivamente nel 1996 e 1999 presso Rizzoli, sono state più volte ristampate. Importanti anche le traduzioni del Filottete e dell'Edipo a Colono di Sofocle pubblicate nel 2003 e 2008 nella collana Scrittori greci e latini della Fondazione Lorenzo Valla-Mondadori.

## Opere principali
- Il linguaggio politico nel Prometeo di Eschilo: saggio di semantica, Roma, Edizioni dell'Ateneo, 1976
- Legislazione orale e tragedia greca: studi sull'Antigone di Sofocle e sulle Supplici di Euripide, Napoli, Liguori, 1979
- Platone sociologo della comunicazione, Milano, Il saggiatore, 1991; edizione aggiornata e ampliata, col titolo La poetica di Platone: una teoria della comunicazione (Lecce, Argo, 2007)
- Dante e Omero: il volto di Medusa, Lecce, Argo, 2007